# Борисове (Амурська область)
Борисове (рос. Борисово) — село у Октябрському районі Амурської області Російської Федерації. Розташоване на території українського історичного та етнічного краю Зелений Клин.
Входить до складу муніципального утворення Романівська сільрада. Населення становить 1 особу (2018).

## Історія
З 20 жовтня 1932 року входить до складу новоутвореної Амурської області.
З 1 січня 2006 року органом місцевого самоврядування є Романівська сільрада.

## Населення
| 2002 | 2010 | 2012 | 2013 | 2014 | 2015 | 2016 |
| ---- | ---- | ---- | ---- | ---- | ---- | ---- |
| 24   | ↘4   | ↘3   | ↗4   | →4   | →4   | ↘1   |
| 2017 | 2018 |      |      |      |      |      |
| →1   | →1   |      |      |      |      |      |